# Grupo empresarial
Grupo empresarial, grupo econômico, conglomerado econômico, conglomerado empresarial e conglomerado industrial são termos que costumam ser utilizados para se referir a um conjunto de empresas controlados por uma empresa controladora (holding).
Muitos trustes, constituídos no final do século XIX e início do século XX, transformaram-se em conglomerados. Resultantes de um amplo processo de concentração e centralização de capitais de uma crescente ampliação e diversificação dos negócios, com o intuito de dominar a oferta de determinados produtos no mercado, os conglomerados, também chamados de grupos ou corporações, são o exemplo mais bem acabado de empresas do capitalismo monopolista. Controlados por uma empresa de participações (holding), eles atuam em diferentes setores da economia. O objetivo básico é a manutenção da estabilidade dos conglomerados, garantindo uma lucratividade média, já que há rentabilidades diferentes em cada setor.

## Características

### Vantagens
Resultados de diversificação em uma redução de risco de investimento. A crise sofrida por uma subsidiária, por exemplo, pode ser contrabalançada por estabilidade, ou até mesmo a expansão, em outra divisão. Por exemplo, se o negócio de materiais de construção da Berkshire Hathaway tem um bom ano, o lucro pode ser compensado por um ano ruim em seu negócio de seguros. Esta vantagem é reforçada pelo fato de que o ciclo de negócios afeta indústrias de diferentes maneiras. Conglomerados Financeiros têm diferentes requisitos de conformidade das empresas de seguros ou de resseguros de solo entidades ou grupos. Há oportunidades muito importantes que podem ser exploradas, para aumentar o valor do acionista.
Um conglomerado cria um mercado de capitais interno, se o externo não é desenvolvido o suficiente. Através do mercado interno, diferentes partes do conglomerado alocam capital de forma mais eficaz.
Um conglomerado pode mostrar o crescimento dos lucros, por empresas cujas ações são mais desconto do que a sua própria aquisição. Na verdade, entregaram alto crescimento dos lucros por um tempo.

### Desvantagens
As camadas extras de aumento de gestão de custos.
Contabilidade divulgação é menos informação útil, muitos números são divulgados agrupados, e não separadamente para cada negócio. A complexidade de contas de um conglomerado torna-o mais difícil para os gestores, investidores e reguladores para analisar, e torna mais fácil para a gestão de esconder as coisas.
Conglomerados podem negociar com um desconto ao valor individual geral de seus negócios porque os investidores podem alcançar a diversificação por conta própria, simplesmente através da compra de várias ações. O todo muitas vezes vale menos do que a soma de suas partes.
Choques culturais podem destruir valor.
Inércia impede o desenvolvimento da inovação.
Falta de foco, e incapacidade de gerir os negócios não relacionados igualmente bem.
Alguns citam a diminuição do custo de estoque conglomerado (um fenômeno conhecido como desconto conglomerado), como prova dessas desvantagens, enquanto outros comerciantes acreditam que essa tendência é uma ineficiência do mercado, o que desvaloriza a verdadeira força dessas ações.

## Por país

### Estados Unidos
Durante a década de 1960, muitos investidores compravam ações de conglomerados que, se aproveitavam de seu maior porte econômico para comprar o controle de empresas (de qualquer tipo) que estavam com cotações baixas, para, eventualmente, vender as ações de tais empresas quando o mercado estivesse com tendência de alta (aquisições temporárias). Em muitos casos, se tratavam de aquisições alavancadas, em um contexto no qual, os grandes conglomerados conseguiam obter empréstimos a juros baixos para financiar tais aquisições. Desse modo, enquanto as empresas recém adquiridas tinham lucros maiores do que os juros sobre os empréstimos utilizados para as aquisições, o total retorno sobre o investimento do conglomerado crescia. Desse modo, a preferência era pela aquisição de empresas com baixas relações de preço/lucro.
Em 1968, ocorreu o pico da moda dos conglomerados. Nesse ano, ocorreram aproximadamente 4.500 fusões, sendo que pelo menos 26 das 500 maiores corporações do país foram adquiridas, das quais, 12 tinham ativos superiores a 250 milhões de dólares.
Entretanto, com o aumento das taxas de juros para conter o aumento da inflação, os lucros dos conglomerados começaram a cair. O início do fim ocorreu em janeiro de 1968, quando a "Litton Industries" anunciou que o lucro apurado no quarto trimestre de 1967, foi de um terço do lucro apurado no terceiro trimestre de 1967.
Essa queda na taxa de lucros também atingiu outros conglomerados, o que gerou uma grande onda de vendas das ações de tais conglomerados. Nesse contexto, os conglomerados começaram a alienar ou liquidar os ativos das empresas deficitárias .
Exemplos famosos de conglomerados da década de 1960 incluem Ling-Temco-Vought, ITT Corporation, Litton Industries, Textron e Teledyne.
Depois da crise dos conglomerados sem critério, os grupos empresariais passaram a restringir suas aquisições a de empresas que tivessem atividades relacionadas às da empresa núcleo. Em outros casos, os conglomerados passaram a ser formados por interesses genuínos de diversificação, em vez de fazer manipulação contábil sobre o retorno dos investimentos. Grupos com esta orientação só fariam aquisições ou iniciariam novas filiais em outros setores, quando eles acreditassem que isso iria aumentar a rentabilidade ou a estabilidade, compartilhando riscos.
Na década de 1980, a General Electric, também se passou a atuar no setor financeiro, que, em 2005, passaram a representar cerca de 45% do lucro líquido da empresa. GE também possui uma participação minoritária na NBCUniversal, que detém a rede de televisão NBC e várias outras redes de cabo. Em alguns aspectos, a GE é o oposto do "típico" conglomerado de 1960, pois não se tratava de uma empresa altamente alavancada, desse modo, quando as taxas de juros subiram eles foram capazes de transformar isso em seu benefício, pois, em um cenário de juros altos, para muitos clientes, era mais barato locar equipamentos da GE do que comprar novos equipamentos usando empréstimos. A United Technologies Corporation também tem provado ser um conglomerado de sucesso.
Com a difusão do fundos de investimento (especialmente fundos de índice desde 1976), os investidores poderiam mais facilmente obter diversificação por possuir uma pequena fatia de muitas empresas em um fundo, em vez de possuir ações de um conglomerado.
Outro exemplo de um conglomerado de sucesso é a Berkshire Hathaway da Warren Buffett, uma holding que usou a capital excedente de seus seguros subsidiárias para investir em uma variedade de empresas de manufatura e serviços.

### Alemanha
O fim da Primeira Guerra Mundial provocou uma breve crise econômica na Alemanha de Weimar, permitindo empresários para comprar empresas a preços baixíssimos. O mais bem sucedido, Hugo Stinnes, estabeleceu o mais poderoso conglomerado privado econômico em 1920 na Europa - Stinnes Empresas - que abraçou setores tão diversos como manufatura, mineração, construção naval, hotéis, jornais e outras empresas.

### Reino Unido
O mais conhecido conglomerado britânico foi a Hanson plc. Seguiu-se uma escala de tempo muito diferente do que os exemplos norte-americanos mencionados acima, uma vez que foi fundada em 1964 e deixou de ser um conglomerado quando ele se dividiu em quatro companhias listadas separadas entre 1995 e 1997.

### China
Em Hong Kong, dois conglomerados mais conhecidos são o Grupo Swire e Jardine Matheson, ambas são empresas britânicas de propriedade que têm uma história de mais de 100 anos e que têm interesses comerciais que se estendem ao longo de quatro continentes, com foco na Ásia. O grupo Swire (ou Swire Pacific) controla uma ampla gama de empresas, incluindo a propriedade (Swire Properties), aviação (ou seja, Cathay Pacific e Dragonair), bebidas (engarrafadora da Coca-Cola), transporte e comercialização. A Jardine Matheson opera negócios nas áreas da propriedade, finanças, comércio, varejo e hotel (ou seja, Mandarin Oriental).
Na China, muitos conglomerados do país são as empresas estatais, mas há um número substancial de conglomerados privados. Conglomerados notáveis incluem Legend Holdings, Dalian Wanda Group, China Poly Group, Beijing Enterprises e Fosun International. Fosun é atualmente o maior conglomerado de propriedade privada da China em termos de receitas.

### Japão
No Japão, um modelo diferente de conglomerado, o keiretsu, evoluiu. Considerando que o modelo ocidental de conglomerado é composto por uma única corporação com múltiplas controladas por essa corporação, as empresas em um keiretsu estão ligados por entrelaçados participações e um papel central de um banco. Mitsubishi é um dos mais conhecidos keiretsu do Japão, atingindo de fabricação de automóveis para a produção de eletrônicos, como televisores.

### Coreia do Sul
Na Coreia do Sul, o chaebol são um tipo de conglomerado de propriedade e operados por uma família. A chaebol também é hereditária, como a maioria dos atuais presidentes chaebols conseguiu seus pais ou avós. Algumas das maiores e mais conhecidas chaebols coreanos são Samsung, LG, Hyundai Kia e SK.

### Índia
A era da Licença Raj (1947-1990) na Índia criou alguns dos maiores conglomerados da Ásia, como o Tata Group, Kirloskar Group, Larsen & Toubro, Mahindra Group, Sahara India, ITC Limited, Essar Group, Reliance ADA Group, Reliance Industries, Aditya Birla Group e a Bharti Enterprises.

### Brasil
Dentre os mais importantes grupos empresariais brasileiros, podem-se citar: 
1. Itaúsa;
2. Vale S.A.;
3. Raízen;
4. Grupo Ultra;
5. Anheuser-Busch InBev (Resultado da fusão da Ambev e a Interbrew);
6. BRF  (Resultado da fusão entre a Sadia e a Perdigão);
7. Copersucar
8. Marfrig;
9. Grupo Vicunha;
10. 3G Capital;
11. J&F Investimentos;
12. Amaggi;
13. Novonor (nova denominação do Grupo Odebrecht);
14. Mover Participações (nova denominação do Grupo Camargo Corrêa);
15. Votorantim S.A.;
16. Grupo Andrade Gutierrez[5].

## Por setor

### Conglomerados de mídia
Um conglomerado de mídia, grupo de mídia ou instituição de mídia é uma empresa que possui um grande número de empresas dos mais diversos meios de comunicação como Televisão, Rádio, Editora, Filmes e a Internet Conglomerados de mídia lutam por políticas que facilitem seu controle sobre os mercados ao redor do mundo.
Em seu livro de 1999 No Logo, de Naomi Klein fornece vários exemplos de fusões e aquisições entre empresas de mídia projetadas para criar conglomerados para fins de criação de sinergia entre elas:
- WarnerMedia inclui várias empresas tenuamente vinculados, incluindo acesso à Internet, o conteúdo, cinema, sistemas de cabo e televisão. Seu portfólio diversificado de ativos de permitir a promoção cruzada e economias de escala.
- Clear Channel Communications, uma empresa pública, em um ponto era dono de uma variedade de estações de rádio e televisão e em outdoors operações, juntamente com um grande número de salas de concerto, em frente o EUA e uma carteira diversificada de ativos no Reino Unido e em outros países ao redor do mundo. A concentração de poder de barganha em um presente entidade permitiu obter melhores ofertas para todas as suas unidades de negócio. Por exemplo, a promessa de playlisting (supostamente, por vezes, juntamente com a ameaça de criação de listas negras) em suas estações de rádio foi usado para garantir melhores ofertas de artistas intérpretes em eventos organizados pela divisão de entretenimento. Estas políticas têm sido atacados como injusto e até mesmo monopolista, mas são uma clara vantagem da estratégia de conglomerado. Em 21 de dezembro de 2005, a Clear Channel concluída a alienação da Live Nation, e em 2007 a empresa alienou as suas estações de televisão para outras empresas, algumas das quais Clear Channel tem um pequeno interesse dentro Live Nation possui os eventos e salas de concerto anteriormente detidas pela Limpar Channel Communications.
- Quebecor Mídia, empresa canadense que controla um subconjunto de estações de TV e rádio, revistas e jornais impressos, empresa de software e uma empresa de telecomunicações 4-play

#### Terminologia
Um conglomerado é, por definição, uma grande empresa composta por uma série de empresas de menor porte envolvidas em negócios aparentemente não relacionados.
É questionável se as empresas de mídia estão relacionados, a partir de 2007. A tendência tem sido fortemente para a partilha de vários tipos de conteúdos (notícias, cinema e vídeo, música, por exemplo). O setor de mídia tende a consolidar, e as empresas anteriormente diversificadas podem aparecer menos como resultado. Portanto, o grupo de mídia termo também pode ser aplicado, no entanto, não tem, até agora substituiu o termo mais tradicional.

#### Crítica
Críticos acusaram as maiores conglomerados de mídia dominante, especialmente notícias, e recusando-se a divulgar ou considerem informação "interessante" que seria prejudicial aos seus outros interesses, e de contribuir para a fusão de entretenimento e notícias (sensacionalismo) à custa de duras cobertura de assuntos sérios. Eles também são acusados de serem uma força de liderança para a padronização da cultura (ver a globalização, americanização), e eles são um alvo frequente de críticas por parte de vários grupos, que muitas vezes percebem as organizações de notícias como sendo tendencioso em direção a interesses especiais.
Há também a questão da concentração da propriedade da mídia, reduzindo a diversidade tanto na propriedade e de programação (programas de TV e programas de rádio). Há também uma tendência forte nos Estados Unidos para os conglomerados de eliminar localismo em transmissão, em vez de usar a automação de transmissão e de rastreamento de voz, às vezes de outra cidade em outro estado. Algumas estações de rádio usam programação alimentados por satélite pré-embalados e genérica sem conteúdo local, exceto a inserção de anúncios de rádio.

#### Conglomerados deInternet
Apesar de um desenvolvimento relativamente novo, conglomerados de Internet pertencem ao grupo moderno de conglomerados de mídia, e desempenham um papel importante dentro de diversas indústrias, tais como a gestão da marca. Na maioria dos casos conglomerados de Internet consistem em empresas que possuem vários projetos de médio porte on-line, off-line ou híbridos. Em muitos casos, as empresas recém-unidas obtém maiores retornos sobre os investimentos, acesso a melhores contatos de negócios, e melhores taxas de empréstimos de vários bancos.

### Conglomerados de alimentos
Semelhante a outras indústrias, existem muitas empresas que podem ser denominadas como conglomerados.
- O grupo Phillip Morris, que uma vez foi a empresa-mãe da Altria group, Phillip Morris International e Kraft Foods teve faturamento anual combinado de US $ 80 bilhões.